# Tempestade tropical Bret (2017)
A tempestade tropical Bret foi a primeira tempestade com nome a se desenvolver na região de desenvolvimento principal da bacia do Atlântico registada. Bret se formou a partir de uma onda tropical de baixa latitude que se moveu ao largo da costa da África em 12 de junho. A perturbação moveu-se rapidamente através do Atlântico por vários dias, organizando-se de forma constante, apesar de sua baixa latitude. Em 18 de junho, a organização aumentou o suficiente para que o National Hurricane Center (NHC) começasse a emitir alertas de perturbação enquanto estava localizado a sudeste das Ilhas de Barlavento. O sistema continuou a se organizar e, no dia seguinte, havia se transformado em uma tempestade tropical, a segunda da temporada de furacões no oceano Atlântico de 2017. Bret continuou se movendo rapidamente para o oeste e atingiu Trindade e Tobago no início de 20 de junho, antes de entrar no Mar do Caribe, dissipando-se logo em seguida.
A partir da temporada de 2017, o NHC mudou sua política para permitir a emissão de alertas e alertas de tempestades tropicais para distúrbios tropicais que ainda não satisfazem a definição de um ciclone tropical, mas que se espera que o façam em pouco tempo, enquanto representam a ameaça de ventos de força de tempestade tropical para as massas de terra. Assim, em 18 de junho, embora a onda tropical vigorosa - a precursora de Bret - não atendesse aos padrões formais de classificação, o NHC começou a emitir avisos sobre o que era considerado um ciclone tropical em potencial. Bret deixou cerca de $ 3 milhões (2017 USD ) em danos e duas mortes,  com ambos em Trindade e Tobago.

## História meteorológica
Uma onda tropical emergiu no Atlântico da costa oeste da África em uma latitude baixa em 13 de junho. Embora a onda tenha sido inicialmente acompanhada por uma grande área de aguaceiros e trovoadas, a convecção diminuiu no dia seguinte. O Centro Nacional de Furacões (NHC) começou a discutir o sistema em seu Tropical Weather Outlooks (TWO) enquanto a onda estava localizada bem ao sul de Cabo Verde em 14 de junho, embora se esperasse que qualquer organização fosse lenta à medida que o sistema seguia rapidamente para o oeste. A convecção profunda disparou esporadicamente enquanto a onda se movia para o oeste sob a influência de uma crista de nível médio situada ao norte durante os próximos dias. Em 16 de junho, a nebulosidade associada ao recurso começou a dar sinais de organização. Dados ASCAT por volta das 12:00 UTC em 18 de junho indicaram que uma ampla área de baixa pressão se desenvolveu, mas faltou uma circulação bem definida. Uma grande área de ventos de 47 to 56 km/h (29 to 35 mph) foram notados logo ao norte da ampla baixa. Às 21:00 UTC, o NHC emitiu seu primeiro comunicado sobre um potencial ciclone tropical. Apesar dos ventos com força de tempestade tropical, não era conclusivo se o sistema possuía uma circulação fechada de baixo nível.
A convecção continuou a aumentar em 19 de junho, e por volta das 18:00 UTC, uma aeronave de reconhecimento que investigava a baixa, encontrou um centro bem definido. Como resultado, a baixa se tornou a tempestade tropical Bret neste momento, embora situada a cerca de 298 km (185 mi) leste-sudeste de Trinidade. O NHC deu início às recomendações sobre Bret três horas depois. Após a sua formação, Bret tornou-se a primeira tempestade com nome registado na principal região de desenvolvimento da bacia do Atlântico. Também ao se desenvolver, o ciclone atingiu sua pressão barométrica mínima de 1,007 mbar (29.7 inHg). Bret moveu-se rapidamente para o oeste em direção a Trindade e Tobago a velocidades de quase 48 km/h (30 mph), um ritmo excepcionalmente rápido para um ciclone tropical, especialmente em uma latitude tão baixa. Não se esperava que a tempestade se intensificasse significativamente ou durasse muito devido ao aumento do cisalhamento do vento vertical e à interação terrestre com a Venezuela.
No início de 20 de junho, uma pequena nublada densa central formou-se perto do centro de Bret enquanto a apresentação do satélite melhorava. Às 02:00 UTC, o sistema atingiu o continente no sudoeste de Trinidade com ventos de 80 km/h (50 mph), a velocidade máxima sustentada do vento da tempestade. Depois de cruzar a ilha, Bret emergiu no Golfo de Paria, antes de às 09:00 UTC em 20 de junho, fazer outro desembarque (landfall) na Península de Paria, na Venezuela com a mesma intensidade. Os efeitos do ambiente hostil em que o ciclone estava entrando logo começaram a afetar o sistema, com o padrão de nuvens do sistema se tornando mais alongado. Por volta das 12:00 UTC, Bret deixou de ser um ciclone tropical porque a circulação se dissipou. Operacionalmente, o NHC continuou com os avisos até às 21:00 UTC, com o sistema localizado perto de Bonaire. A regeneração não era esperada, mas depois de cruzar a América Central e entrar no Pacífico oriental, os remanescentes de Bret contribuíram para o desenvolvimento do furacão Dora em 26 de junho.

## Preparativos, impacto e consequências

### Sudeste do Caribe

Loop do satélite infravermelho de Bret aterrissando na ilha de Trinidade, no início de 20 de junho

Em 18 de junho, um alerta de tempestade tropical foi levantado para partes das Ilhas de Barlavento. Isso marcou a primeira vez que um alerta de tempestade tropical foi emitido antes de se tornar um ciclone tropical, após uma mudança na política do NHC que permitiu que eles emitissem avisos sobre distúrbios tropicais se postassem uma ameaça à terra dentro de 48 horas. Eles foram expandidos para incluir partes da Venezuela e as ilhas ABC na tarde seguinte. Antecipando-se à tempestade, as escolas em Nueva Esparta suspenderam as aulas. Os navios foram proibidos de sair do porto.

### Trinidade e Tobago

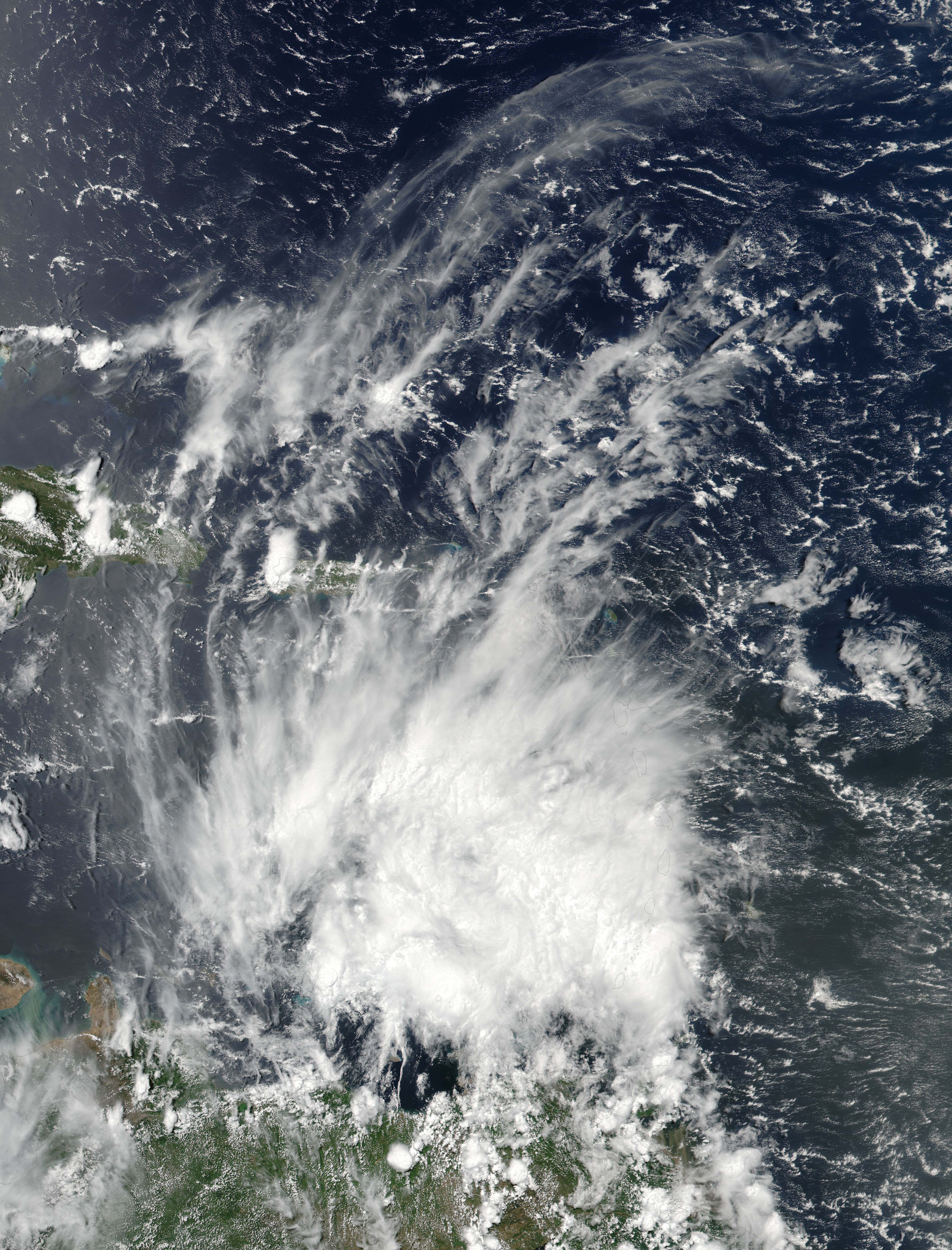
Os restos de Bret ao norte da Venezuela, acima das Antilhas de Sotavento, no final de 20 de junho

Em preparação para a tempestade, as empresas em Trinidade e Tobago aconselharam os funcionários não envolvidos em serviços essenciais a permanecerem em casa, e as escolas foram fechadas. Centros comunitários, escolas e igrejas foram transformados em abrigos de emergência, com 72 abrigos abriram somente em Tobago. Caribbean Airlines cancelou seus serviços da tarde, resultando em centenas de passageiros retidos. Enquanto isso, a Autoridade Portuária de Trinidade e Tobago cancelou todos os serviços de balsa. O Ministério da Saúde cancelou todas as cirurgias eletivas.
Árvores foram derrubadas, telhados foram arrancados de casas e empresas e linhas de energia foram derrubadas quando a tempestade se aproximou da ilha. Chuvas fortes de Bret inundaram partes da South Trunk Road em Mosquito Creek, Trinidade. Rajadas de vento também impactaram Trinidade, com uma rajada de 66 km/h (41 mph) sendo observada no Aeroporto Internacional de Piarco, onde 6.7 cm (2.6 in) de chuva também foram registados durante as horas noturnas de 19-20 de junho. Um homem morreu em Trinidade depois de escorregar de uma ponte improvisada e bater a cabeça em 20 de junho, que estava escorregadia após as chuvas da tempestade tropical; portanto, é classificado como morte indireta. Em Tobago, um homem morreu devido aos ferimentos uma semana depois que sua casa desabou sobre ele em 21 de junho. Danos causados por enchentes apenas em Barrackpore chegaram a milhões de dólares. Centenas de casas foram afetadas por enchentes, com algumas inundadas de 0.9 to 1.21 m (3.0 to 4.0 ft) de água. O departamento de registos médicos do Hospital Geral de Port-of-Spain foi temporariamente fechado depois que a água da chuva vazou para a estrutura. Cinco escolas sofreram danos, com duas restantes fechadas uma semana após a tempestade. O dano total excedeu TT $ 20 milhões (US $ 3 milhão).
Em 24 de junho, quatro dias após a aprovação de Bret, o presidente da Corporação Regional San Juan-Laventille anunciou que os residentes, assim como os agricultores de Aranguez, estariam recebendo assistência por meio do fundo de socorro da região a partir do final desta semana. Foi estabelecido um fundo de TT $ 25 milhões (US $ 3,7 milhões); no entanto, isso foi posteriormente criticado como inadequado. Eventualmente, em 30 de junho, o governo local começou a distribuir aproximadamente TT $ 10 milhões (US$ 1,48 milhões) em cheques às vítimas das cheias. Um refeitório foi aberto para os residentes afetados em 1 de julho, e serviu aproximadamente 500 tigelas em seu primeiro dia.

### Venezuela
Chuvas fortes na Venezuela causaram inundações nas áreas costeiras do país; escolas foram temporariamente fechadas na Ilha de Margarita. Ventos superiores a 75 km/h (47 mph) derrubou árvores e causou danos estruturais em toda a Ilha Margarita. Duas pessoas sofreram ferimentos relacionados à tempestade quando uma parede desabou. Mares agitados atrapalharam os barcos, levando vários em terra em Pampatar. Grandes deslizamentos de terra danificaram ou destruíram muitas casas. Aproximadamente 800 famílias foram significativamente afetadas no estado de Miranda, das quais 400 perderam suas casas. Em todo o país, 14075 as pessoas foram afetadas diretamente pela tempestade. Após a tempestade, a análise venezuelana afirmou que o presidente Nicolás Maduro aprovou US$ 19 milhões em fundos de emergência para esforços de socorro. Em Nueva Esparta, a rádio estatal da Venezuela afirmou que 250 famílias receberam apoio para reconstruir suas casas, e o navio multifuncional Tango 94 foi enviado para fornecer materiais de socorro à Ilha Margarita.
- Outros ciclones tropicais chamados Bret
- Tempestade tropical Bret (1993) - tempestade semelhante que devastou a Venezuela no início de agosto